# Гандлер, Маркус
Маркус Гандлер (нем. Markus Gandler; род. 20 августа 1966, Кицбюэль, Тироль) — австрийский лыжник, призёр Олимпийских игр, чемпион мира, призёр этапа Кубка мира.
В Кубке мира Гандлер дебютировал в 1988 году, в декабре 1989 года единственный раз попал в тройку лучших на этапах Кубка мира. Кроме этого имеет на своём счету 13 попаданий в десятку лучших на этапах Кубка мира. Лучшим достижением Гандлера в общем итоговом зачёте Кубка мира является 17-е место в сезонах 1989/90, 1994/95 и 1995/96.
На Олимпиаде-1992 в Альбервиле занял 34-е место в гонке на 10 км классикой, 28-е место в гонке преследования и 41-е место в гонке на 50 км коньком.
На Олимпиаде-1998 в Нагано завоевал серебряную медаль в гонке на 10 км классикой, кроме того занял 7-е место в гонке преследования и 9-е место в эстафете.
За свою карьеру принимал участие в трёх чемпионатах мира, на чемпионате-1999 завоевал золото в эстафетной гонке.